# Activest
Die Activest Investmentgesellschaft mbH war bis 2006 die Investmentgesellschaft der Bayerischen Hypo- und Vereinsbank. Danach wurde Activest von Pioneer Investments übernommen. Die Geschäfte werden seitdem nur noch unter dem Namen Pioneer Investments ausgeführt. Das Unternehmen verwaltete zum Zeitpunkt der Übernahme ein Vermögen von circa 50 Milliarden EUR.

## Geschichte
Nach der Fusion der Bayerischen Hypotheken- und Wechselbank mit der Bayerischen Vereinsbank 1998 verfügte die neu entstandene Bayerische Hypo- und Vereinsbank über zwei Fondsgesellschaften: die von der Bayerischen Vereinsbank stammenden Anteile an der ADIG Allgemeine Deutsche Investment-Gesellschaft und die von der Bayerischen Hypo stammende Hypo-Invest. Die Anteile an der gemeinsam mit der Commerzbank gehaltenen ADIG wurden daher 1999 an die Commerzbank verkauft, aus der Hypo-Invest wurde Activest. Um die Investmentgesellschaften innerhalb Unicredits zu bündeln, wurde die Activest im Oktober 2006 von der Investmentgesellschaft Pioneer Investments übernommen.